# Lesta Studio
Lesta Games (em russo:  Леста, ООО; também conhecido como Lesta Studio) é uma empresa russa de desenvolvimento de jogos eletrônicos e produção de filmes com estúdios em São Petersburgo, Moscou, Minsk e Tasquente. De 2011 a 2022, a empresa foi propriedade da Wargaming.

## Historia
O Lesta Studio foi fundado em 22 de dezembro de 1991. Em janeiro de 1998, o estúdio era uma das três grandes empresas de computação gráfica de São Petersburgo, ao lado da Positive e da Creat. em 2011, a empresa tornou-se parte da empresa bielorrussa de jogos eletrônicos a Wargaming. Em seu 21º aniversário em 2012, o Lesta Studio tinha 150 funcionários.
Em 4 de abril de 2022, a Wargaming anunciou que retiraria todas as operações da Rússia e da Bielorrússia e transferiria todos os seus serviços de jogos ao vivo nessas regiões para o Lesta Studio, que foi anunciado que não seria mais afiliado à empresa. Em 12 de outubro de 2022, eles lançaram 3 novos jogos baseados em jogos da Wargaming. Os jogos são licenciados, mas seu desenvolvimento é diferente. Os jogos são Mir Tankov e Mir Korablej, e eles trabalham com outra empresa chamada EAST GAMES LLC, que publica o jogo Tanks Blitz.

## Jogos desenvolvidos
| Ano  | Titulo                         | Publicadora                                 | Ref.   |
| ---- | ------------------------------ | ------------------------------------------- | ------ |
| 2003 | The Entente: Battlefields WW1  | Buka Entertainment, Encore, Inc.            | [ 12 ] |
| 2005 | Pacific Storm                  | Buka Entertainment, CDV Software            | [ 13 ] |
| 2007 | Pacific Storm: Allies          | Buka Entertainment, Excalibur Publishing    | [ 14 ] |
| 2007 | Aggression: Reign Over Europe  | Buka Entertainment, Playlogic Entertainment | [ 15 ] |
| 2008 | 9th Company: Roots of Terror   | Noviy Disk, Techland                        | [ 16 ] |
| 2008 | Time Machine: Evolution        | Nevosoft                                    | [ 17 ] |
| 2009 | Cannon Strike                  | 1C Company                                  | [ 18 ] |
| 2009 | Reign: Conflict of Nations     | 1C Company                                  | [ 19 ] |
| 2010 | Elements of War                | Playnatic Entertainment, Kalypso Media      | [ 20 ] |
| 2011 | Nightmare Realm                | Big Fish Games                              | [ 21 ] |
| 2012 | Time Machine: Rogue Pilot      | Lesta Studio                                | [ 22 ] |
| 2012 | Nightmare Realm: In the End... | Lesta Studio                                | [ 23 ] |
| 2014 | Fright                         | Lesta Studio                                | [ 24 ] |
| 2015 | World of Warships              | Wargaming                                   | [ 25 ] |
| 2022 | Mir Tankov                     | Lesta Studio                                | [ 26 ] |
| 2022 | Mir Korablej                   | Lesta Studio                                | [ 27 ] |
| 2022 | Tanks Blitz                    | EAST GAMES LLC                              | [ 28 ] |